# Abadía de Alpirsbach
El monasterio o abadía de Alpirsbach (Kloster Alpirsbach, en alemán) es un antiguo monasterio benedictino y después seminario protestante situado en la localidad de Alpirsbach, en el estado alemán de Baden-Württemberg. Fundado a finales del siglo XI, disfrutó de una considerable autonomía hasta que en el siglo XIII se convirtió en la práctica en una posesión de los duques de Teck y, más tarde, de los condes de Württemberg. En el siglo XV, la abadía atravesó un periodo de importante prosperidad económica que posibilitó su expansión, pero en el siglo XVI fue disuelta por la conversión del duque de Württemberg al luteranismo. El monasterio se convirtió entonces en seminario y escuela. Durante el siglo XIX varias partes del complejo se derribaron y se vendieron parte de los terrenos. En la segunda mitad del siglo XX, la abadía se convirtió en un complejo cultural que alberga un museo con su historia y celebra anualmente conciertos de música clásica.

## Historia

### Edad Media: monasterio benedictino
En 1095, Adalberto, conde de Zollern, Alwik, conde de Sulz, y Ruotmann von Neckarhausen donaron unos 50 km2 de bosque y terreno montañoso a la orden benedictina, solamente accesibles desde las localidades vecinas por medio de los ríos Kinzig y Pequeño Kinzig. La fundación de Alpirsbach estuvo inspirada por la reforma de Hirsau, que aspiraba a liberar a la Iglesia del control de la nobleza. El primer abad fue Uto, que había ampliado los monasterios de Wiblingen, Ochsenhausen y Göttweig y se alineó con el papa Gregorio VII en contra del emperador Enrique IV en la Querella de las Investiduras[4]. Los primeros pobladores del monasterio fueron monjes de la abadía de San Blas, en la Selva Negra [2]. La iglesia fue consagrada por el obispo Gebeardo III de Constanza. El papa otorgó su protección en 1101 y el emperador Enrique V confirmó su derecho a elegir a su propio abad y a su propio vogt o advocatus, el gobernador seglar del feudo monástico. Los monjes escogieron para este cometido al conde de Zollern, pero, a pesar de las garantías papales e imperiales, el título de vogt de la abadía de Alpirsbach terminó haciéndose hereditario en dicha casa ducal. De este modo, la dignidad de advocatus se transmitió al ducado de Teck, que la ostentó durante los siglos XIII y XIV, y, finalmente, al condado de Württemberg.
La dotación fundacional incluyó un número de aldeas en el Baar, a lo largo del Neckar. Cuando el mismo conde Adalberto ingresó en la abadía hacia 1100, donó más propiedad en la región vinícola de Brisgovia. La protección del condado y luego ducado de Württemberg permitió al monasterio entrar en una etapa de gran prosperidad a lo largo del siglo XV. Los intentos de reforma monástica encontraron gran resistencia entre muchos de los monjes que provenían de la nobleza local. En 1479, fue elegido abad Hieronymus Hulzing que comenzó una importante serie de proyectos constructivos, pero también unió el monasterio a la congregación reformista de Bursfelde.

### Edad Moderna y Contemporánea: seminario protestante y monumento desacralizado

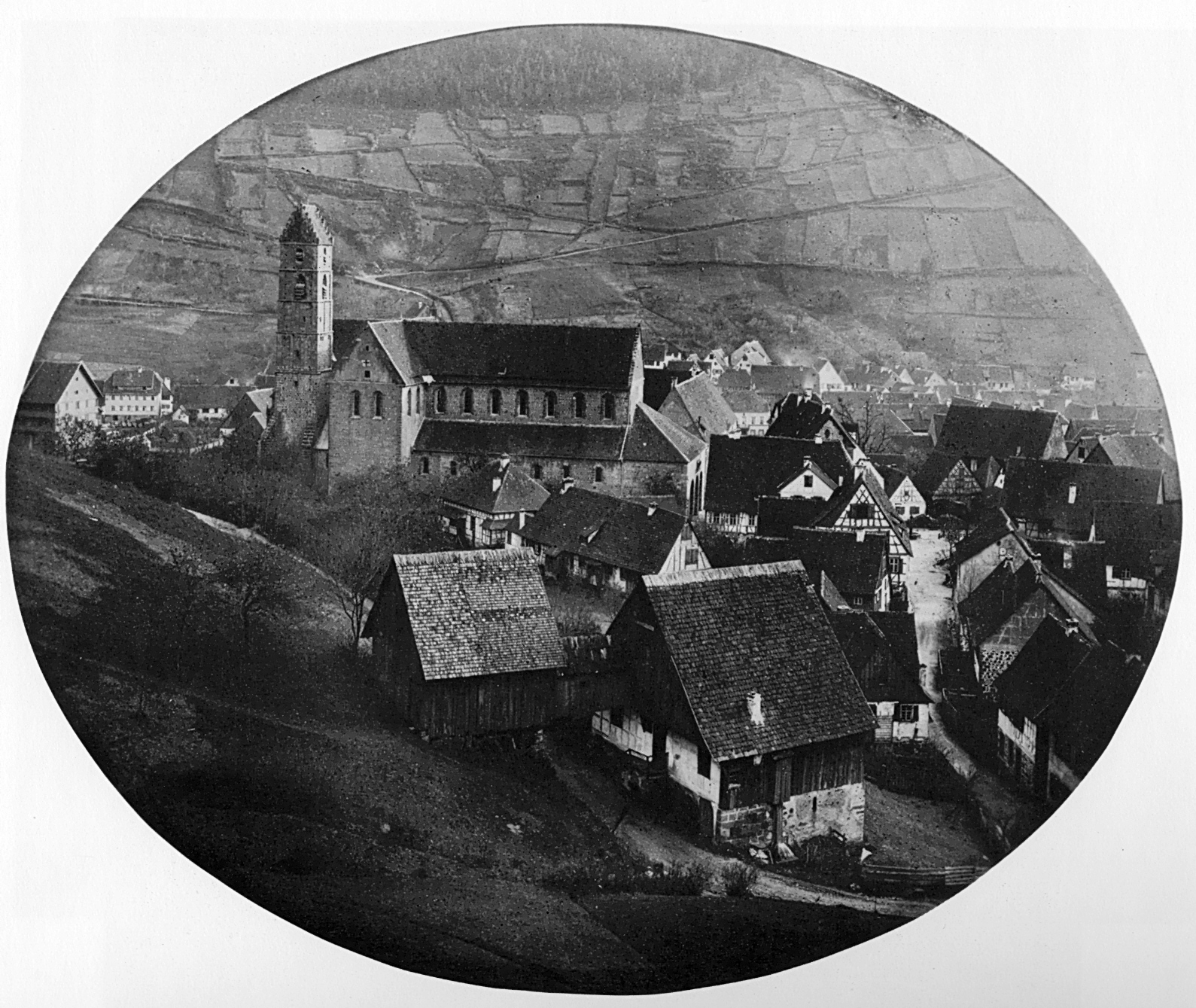
Alpirsbach Abbey from the north, 1881

La abadía de Alpirsbach jugó un papel relevante en la Reforma protestante. Ambrosius Blarer, un monje del monasterio, trabó amistad con el reformador Philip Melanchton durante sus estudios, y siendo prior de la abadía predicó sermones con doctrina luterana. En 1522 fue desposeído del priorato y abandonó el monasterio. En 1534, Ulrico, duque de Württemberg, lo convirtió en uno de sus principales reformadores y se encargó personalmente de introducir la Reforma en Alpirsbach. Durante el siglo XVI el antiguo monasterio fue seminario protestante.
En el siglo XIX, una buena parte de los terrenos del monasterio se vendieron, demoliéndose los edificios que ocupaban tales terrenos. La construcción de un ferrocarril, entre 1882 y 1886, y de una carretera al sur de monasterio implicó la pérdida de sus defensas medievales.
El claustro empezó a ser usado como espacio para conciertos veraniegos de música clásica en 1952. En 2012, en el sexagésimo aniversario de estos ciclos estivales, unas noventa orquestas ofrecieron más de dos centenares de conciertos. En 1958, se encontraron en los muros del claustro distintos materiales de los siglos XV y XVI, como ropas y papeles. Entre ellos se hallaron un par de pantalones de hombre, 17 zapatos de cuero y camisas. Estos materiales se exponen hoy en el museo del monasterio. En 1999, la abadía se añadió a la ruta de monasterios de la Selva Negra Septentrional.

## Arquitectura y arte
La tipología arquitectónica del monasterio se corresponde plenamente con el modelo ideal benedictino y se inspira particularmente en las abadías de Cluny y Hirsau. La mayor parte del monasterio se construyó, en estilo románico, entre 1125 y 1133, mientras que las adiciones góticas se erigieron entre 1480 y 1494. El claustro está en lado sur de la iglesia abacial. La dependencias de servicio se situaban al sudeste. En los dormitorios se añadieron algunos murales de influencia renacentista. La única construcción defensiva que sobrevivió a las destrucciones del siglo XIX fue la casa torre del vogt.

### Iglesia abacial

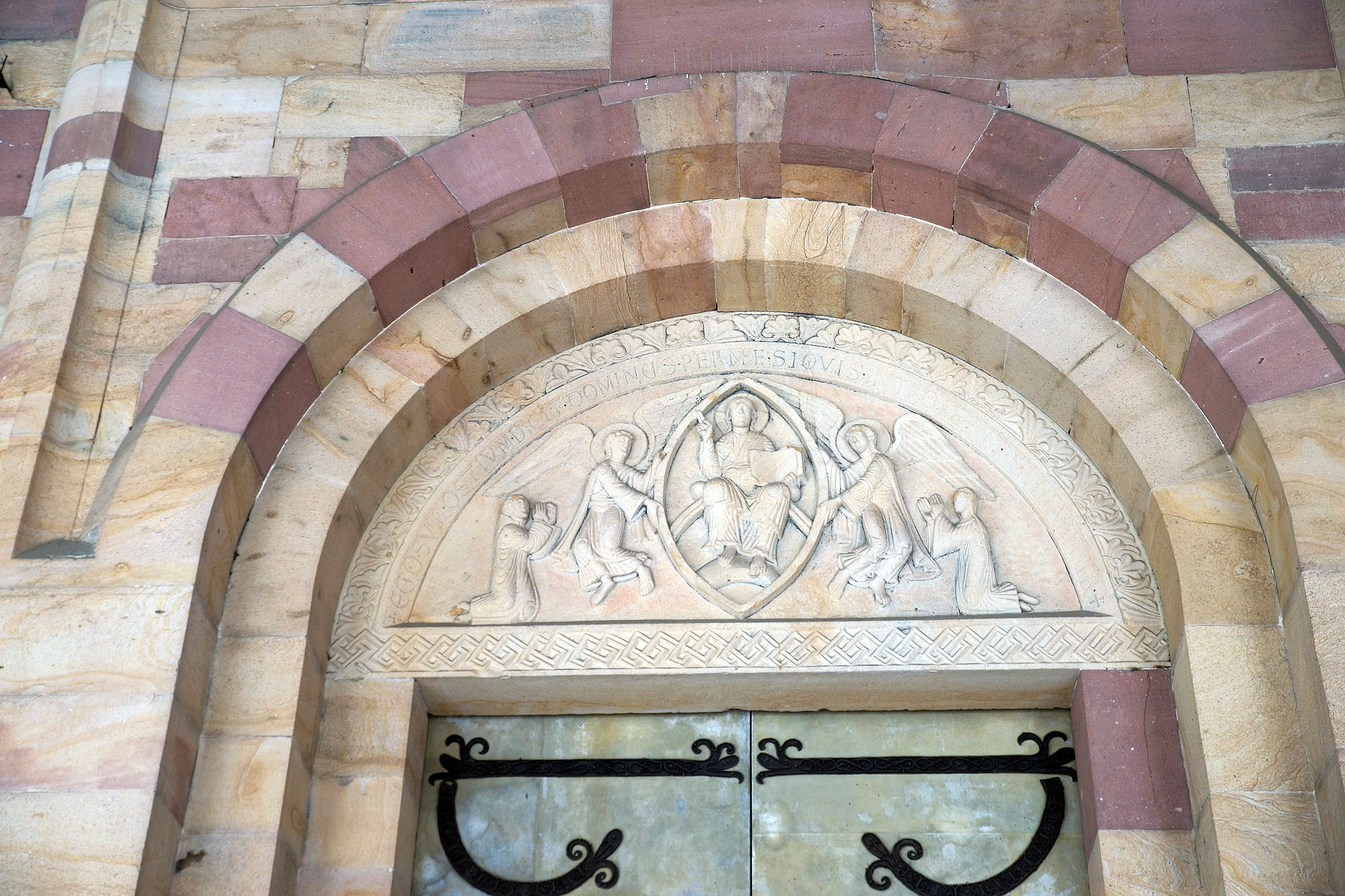
Tímpano de la puerta de la iglesia abacial

La iglesia abacial tiene planta de cruz latina y tres naves. Estuvo dedicada a san Nicolás. El tímpano sobre la entrada del nártex (c. 1150) muestra a Cristo en la mandorla mística flanqueado por dos ángeles y dos orantes, uno femenino y uno masculino, identificado este último con el conde Adalberto. En el arco más próximo a la arquivolta más interior, una inscripción en latín reproduce Juan 10:9 ("Yo soy la puerta: quien entre por mí se salvará y podrá entrar y salir, y encontrará pastos").
Dentro de la iglesia, las basas y capiteles de las columnas están decoradas con imágenes del Juicio Final. Durante su existencia monástica, la iglesia abacial estuvo ricamente decorada con tapices, frescos, mobiliario e iconos. Solo se conservan algunos frescos del siglo XII sobre la Crucifixión y el Juicio Final, así como algunas vidrieras y sitiales del coro y el altar tardogótico. A finales del siglo XIX, el interior de la abadía fue repintando con motivos decorativos neomedievales, que fueron retirados durante la restauración de los años sesenta del siglo XX. A lo largo del lado sur de la nave se abre una galería del siglo XV que conecta con el claustro.
Parte de la antigua sillería del coro medieval (1493) se conserva en el ala sur del sobreclaustro. Por fotografías del siglo XIX, sabemos que, cuando aún se conservaba en el interior de la iglesia, se trataba de una sillería dispuesta en tres filas. Hay restos de policromía en los doseles ornamentales de la fila trasera y en ambos extremos de la sillería pueden contemplarse relieves que representan a san Vito y san Jerónimo.

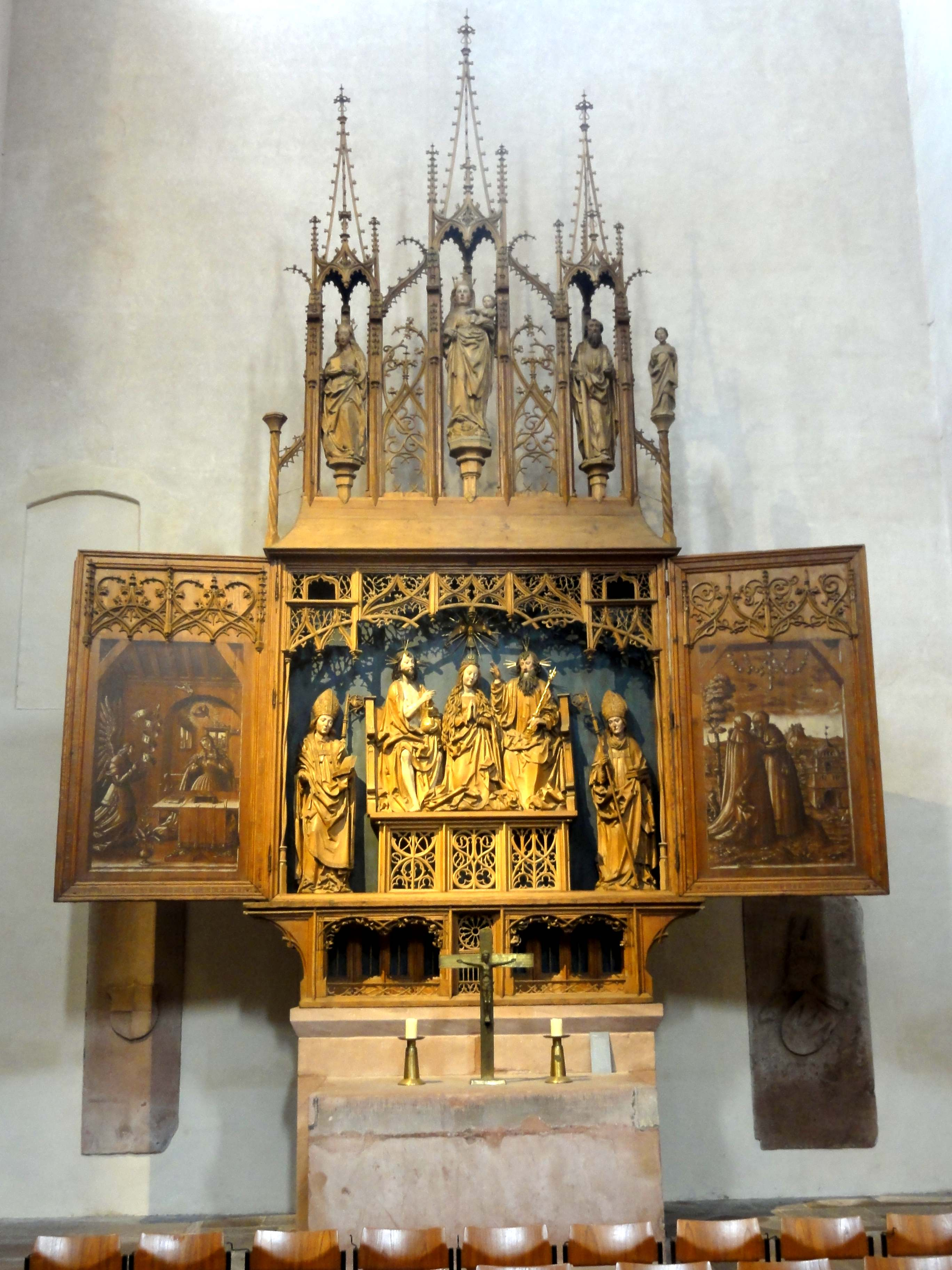
Altar de Santa María

En el transepto norte se conserva el altar de Santa María, uno de los ocho altares con los que contaba la iglesia abacial. Se trata de un altar políptico tardogótico elaborado entre 1520 y 1525 en Ulm por el taller del maestro suabo Niklaus Weckmann. Cuando está abierto, muestra la vida de María: Anunciación y Visitación en los paneles laterales y Coronación en el centro. Las tallas del panel central solo tienen policromía en la carne de las figuras, mientras que para la pintura de los paneles laterales solo se emplea la grisalla. El anverso de los paneles plegables muestran la Flagelación y la Coronación de Espinas.
La torre, de 43,5 m de alto se sitúa en el lado norte de la fachada, flanqueando el coro. La torre se construyó inicialmente en dos fases durante el siglo XII, la inferior es estilísticamente similar a los monasterios loreneses, mientras que la superior se inscribe en una tradición más local del alto Rin. En el siglo XV se añadieron otras dos alturas y se añadió un contrafuerte. Finalmente, a mediados del XVI se añadió un hastial escalonado de estilo renacentista.

### Claustro y dependencias anejas

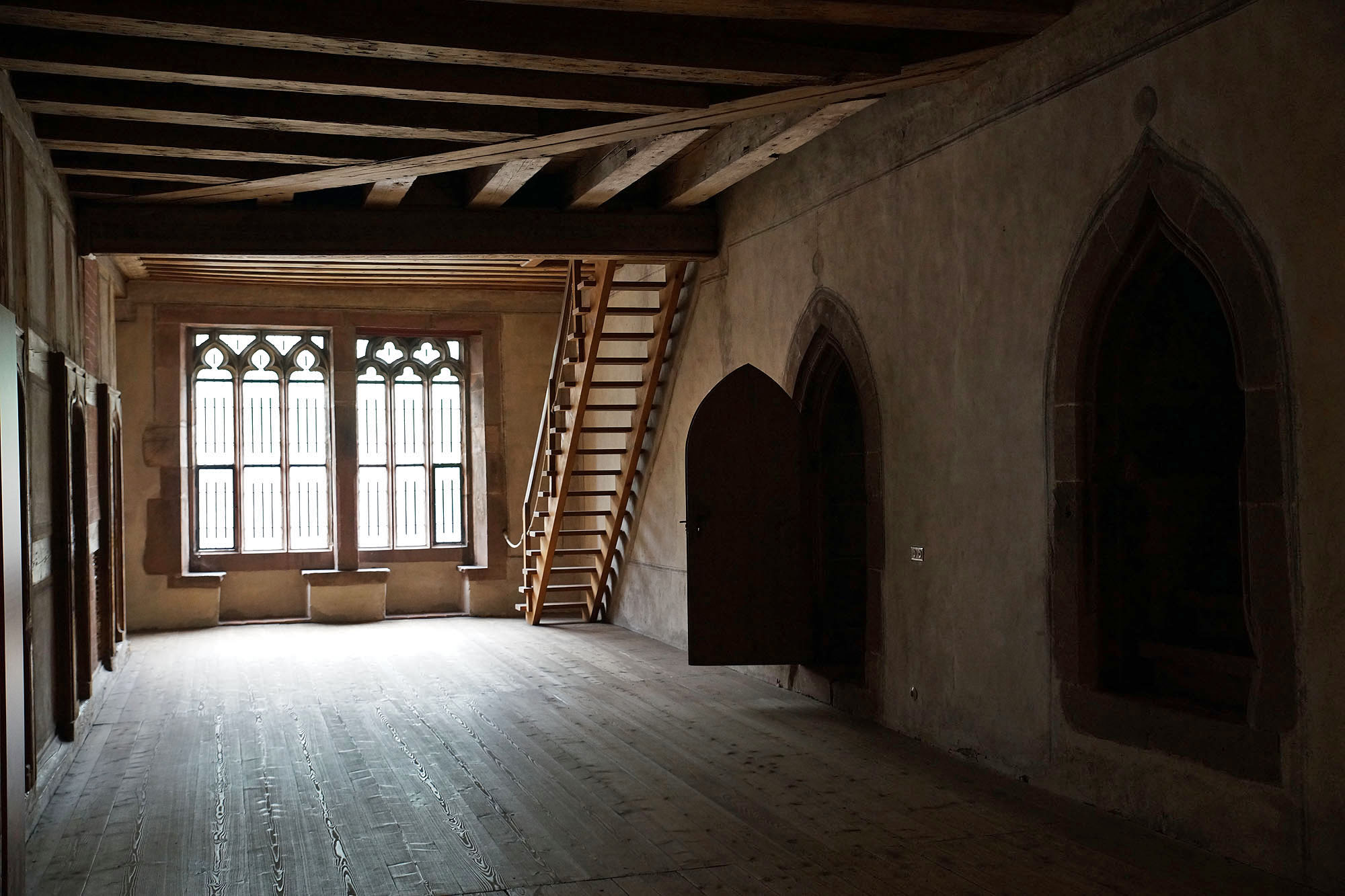
Dormitorio

Del primitivo claustro románico solo se conserva una sección en el ala este. El resto fue reemplazado por uno gótico a finales del siglo XV por el abad Hulzing, que añadió un sobreclaustro que se conecta con la iglesia abacial. En el ala oeste está la entrada al claustro y en su sobreclaustro la residencia del abad. La estancia del abad estaba compuesta por una sala de recepción, una oficina y un dormitorio. Hoy alberga el museo del monasterio. También en el ala oeste está el acceso al cellarium, donde se almacenaba la comida y que actualmente ocupa el centro de información. Al ala sur se abren el refectorio, el calefactorio y la cocina y a la este los talleres, la sala común y el locutorio. El dormitorio monacal, situado en el sobreclaustro este, era originalmente una amplia estancia común hasta que en el siglo XV se dividió en celdas divididas por paredes de madera que estaban pintadas imitando al ladrillo. Se conservan antiguos graffiti de los estudiantes del seminario.

### Recursos de internet
- Fuchs, Katja (27 de mayo de 2020). «Corona-Lockerungen: Kloster öffnet - Besucher finden Eingang nicht». Schwarzwälder Bote (en alemán). Consultado el 1 de julio de 2020.

- «Alpirsbach Monastery». de. Consultado el 13 de junio de 2020.
- «The Monastery». Staatliche Schlösser und Gärten Baden-Württemberg. Consultado el 13 de junio de 2020.
- «The Buildings». Staatliche Schlösser und Gärten Baden-Württemberg. Consultado el 13 de junio de 2020.
- «The Monastery Church». Staatliche Schlösser und Gärten Baden-Württemberg. Consultado el 13 de junio de 2020.
- «The Cloistered Conclave». Staatliche Schlösser und Gärten Baden-Württemberg. Consultado el 13 de junio de 2020.
- «The Dormitory». Staatliche Schlösser und Gärten Baden-Württemberg. Consultado el 13 de junio de 2020.
- «The Bell Tower». Staatliche Schlösser und Gärten Baden-Württemberg. Consultado el 13 de junio de 2020.
- «The Choir Stalls». Staatliche Schlösser und Gärten Baden-Württemberg. Consultado el 13 de junio de 2020.
- «The Altar of St. Mary». Staatliche Schlösser und Gärten Baden-Württemberg. Consultado el 13 de junio de 2020.
- «The Monastery Museum». Staatliche Schlösser und Gärten Baden-Württemberg. Consultado el 13 de junio de 2020.
- «Milestones». Staatliche Schlösser und Gärten Baden-Württemberg. Consultado el 13 de junio de 2020.
- «Ambrosius Blarer». Staatliche Schlösser und Gärten Baden-Württemberg. Consultado el 13 de junio de 2020.
- «Erhard Schnepf». Staatliche Schlösser und Gärten Baden-Württemberg. Consultado el 13 de junio de 2020.
- «History of Design». Staatliche Schlösser und Gärten Baden-Württemberg. Consultado el 13 de junio de 2020.
- «The Monastery School». Staatliche Schlösser und Gärten Baden-Württemberg. Consultado el 13 de junio de 2020.
- «Clothing from Alpirsbach Monastery». Staatliche Schlösser und Gärten Baden-Württemberg. Consultado el 13 de junio de 2020.
- Harter, Hans. «Benediktinerabtei Alpirsbach - Geschichte». Klöster in Baden-Württemberg (en alemán). de. Consultado el 13 de junio de 2020.
- «Alpirsbacher Kreuzgangkonzerte» (en alemán). City of Alpirsbach. Archivado desde el original el 3 de julio de 2020. Consultado el 1 de julio de 2020.
- «Klosterroute Nordschwarzwald» (en alemán). City of Alpirsbach. Archivado desde el original el 31 de octubre de 2020. Consultado el 1 de julio de 2020.

- Wikimedia Commons alberga una categoría multimedia sobre Abadía de Alpirsbach.

- Datos: Q315631
- Multimedia: Kloster Alpirsbach / Q315631